# (5220) Vika
(5220) Vika est un astéroïde de la ceinture principale.

## Description
(5220) Vika est un astéroïde de la ceinture principale. Il fut découvert le 23 septembre 1979 à Naoutchnyï par Nikolaï Tchernykh. Il présente une orbite caractérisée par un demi-grand axe de 2,27 UA, une excentricité de 0,20 et une inclinaison de 5,4° par rapport à l'écliptique.

## Compléments